# Cuy-Saint-Fiacre
Cuy-Saint-Fiacre – miejscowość i gmina we Francji, w regionie Normandia, w departamencie Sekwana Nadmorska.
Według danych na rok 1990 gminę zamieszkiwało 535 osób, a gęstość zaludnienia wynosiła 56 osób/km² (wśród 1421 gmin Górnej Normandii Cuy-Saint-Fiacre plasuje się na 430. miejscu pod względem liczby ludności, natomiast pod względem powierzchni na miejscu 375.).